# Myrmeleon (Myrmeleon) assamensis
Myrmeleon (Myrmeleon) assamensis is een insect uit de familie van de mierenleeuwen (Myrmeleontidae), die tot de orde netvleugeligen (Neuroptera) behoort. 
Myrmeleon (Myrmeleon) assamensis is voor het eerst wetenschappelijk beschreven door Ghosh in 1982.